# Hans A. Linde

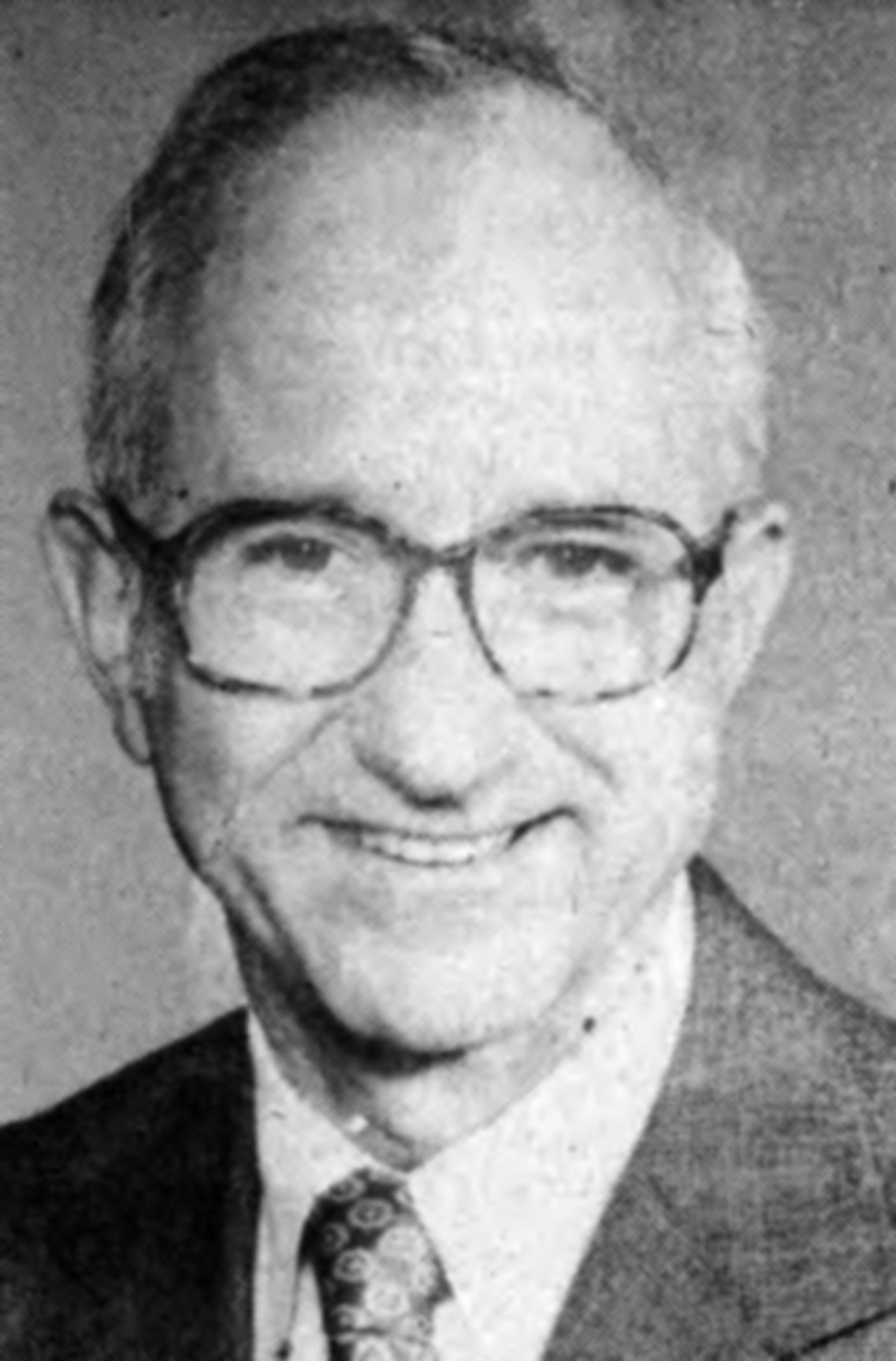
Hans A. Linde (1978)

Hans A. Linde (geboren als Hans Arthur Cohn Linde 15. April 1924 in Berlin; gestorben 31. August 2020 in Portland (Oregon)) war US-amerikanischer Rechtswissenschaftler, Richter und Hochschullehrer.

## Leben
Hans Arthur Cohn Linde war ein Sohn des Berliner Rechtsanwalts und Notars Bruno Cohn Linde und der Louise Rosenhain, er hatte einen jüngeren Bruder. Nach der Machtergreifung 1933 emigrierten die Familienmitglieder auf verschiedenen Wegen zuerst nach Dänemark und kamen 1939 in den USA in Portland (Oregon) wieder zusammen. Linde begann ein Abendstudium der Rechtswissenschaften in Portland. Er wurde 1943 Soldat im Zweiten Weltkrieg bis 1946 und machte 1947 einen B.A. am Reed College und im Jahr 1950 den Juris Doctor an der UC Berkeley School of Law. Er erhielt 1950 die Rechtsanwaltszulassung in Oregon.
Linde arbeitete zunächst als Assistent beim Richter am U.S. Supreme Court William O. Douglas (1950–51), dann als Jurist im United States Department of State (1951–53) und dann als Parlamentsassistent beim demokratischen Politiker Richard L. Neuberger im Senat der Vereinigten Staaten (1955–58). Kurzzeitig im Jahr 1954 und dann von 1959 bis 1976 war Linde zunächst Associate Professor und später Professor an der University of Oregon School of Law. Er hatte Gastprofessuren an verschiedenen Universitäten und ging mit Fulbright-Stipendien nach Hamburg und Freiburg im Breisgau. Er veröffentlichte mehr als einhundert Zeitschriftenbeiträge und ein Lehrbuch zum Gesetzgebungsverfahren.
Linde war Mitglied des American Law Institute und  Fellow der American Academy of Arts and Sciences. Im Staat Oregon arbeitete er 1961 bis 1963 in der Verfassungskommission mit und wurde 1977 als Richter an den Oregon Supreme Court gewählt und 1984 wiedergewählt. Er schied 1990 aus dem Wahlamt aus und lehrte dann noch als Dozent an der Arizona State University Law School.
Linde war mit der Presbyterianerin Helen Tucker verheiratet, ihr 1960 geborener Sohn David Linde machte Karriere als Manager im Filmgeschäft.

## Schriften (Auswahl)
- Hans Linde, George Bunn: Legislative & Administrative Processes. Foundation, 1976